# Ла-Канделария (департамент)
Департамент Ла-Канделария  (исп. Departamento de La Candelaria) — департамент в Аргентине в составе провинции Сальта .
Территория — 1525 км². Население — 5,3 тыс.человек. Плотность населения — 3,5 чел./км².
Административный центр — Ла-Канделария.

## География
Департамент расположен на юге провинции Сальта.
Департамент граничит:
- на востоке и северо-востоке — с департаментом Росарио-де-ла-Фронтера
- на юге — с провинцией Тукуман
- на западе и северо-западе — с департаментом Гуачипас

## Административное деление
Департамент включает 3 муниципалитета:
- Ла-Канделария
- Эль-Хардин
- Эль-Тала

## Важнейшие населенные пункты[3]
| № | Населённый пункт | Населённый пункт (исп.) | Категория | Население чел. (2010) | На карте                        |
| - | ---------------- | ----------------------- | --------- | --------------------- | ------------------------------- |
| 1 | Эль-Тала         | El Tala                 | город     | 2632                  | 26°06′40″ ю. ш. 65°16′34″ з. д. |
| 2 | Эль-Хардин       | El Jardín               | поселок   | 1221                  | 26°04′46″ ю. ш. 65°23′38″ з. д. |
| 3 | Ла-Канделария    | La Candelaria           | поселок   | 649                   | 26°07′36″ ю. ш. 65°03′01″ з. д. |